# Gustav Tiedemann
Gustav Nikolaus Tiedemann (* 17. Februar 1808 in Landshut; † 11. August 1849 in Rastatt) war Berufsoffizier in badischen und griechischen Diensten, zuletzt Offizier der badischen Revolutionsarmee und ab 29. Juni 1849 Gouverneur der Bundesfestung Rastatt.

## Leben und Wirken
Tiedemann, ältester Sohn des Physiologen Friedrich Tiedemann, begann seine militärische Karriere 1828 mit der Ernennung zum Leutnant im badischen Dragonerregiment. 1833 quittierte er nach kurzer Festungshaft den Dienst und trat als Feldwebel in den Dienst Griechenlands, wo er zuletzt Direktor einer Kriegsschule in Piräus war. Nach einem Aufstand gegen König Otto I. 1843 verlor er diese Stellung und kehrte mit seiner griechischen Ehefrau nach Baden zurück.
Sein jüngerer Bruder Heinrich Tiedemann (1813–1895) war ein Schwager von Friedrich Hecker, über ihn kam Tiedemann in Kontakt mit revolutionären Kreisen in Baden. Als Major betrieb er zunächst in Kaiserslautern 1849 die Vereinigung der badischen und pfälzischen Revolutionsarmeen und kam dann zum Stab des Oberbefehlshabers der badischen Revolutionsarmee, General Ludwik Mierosławski. Während der badischen Revolution wurde er als Parteigänger des radikalen, sozialdemokratischen Flügels („Club des entschiedenen Fortschritts“) um Gustav Struve, Fritz Anneke, Mathilde Franziska Anneke, Friedrich Engels, Carl Schurz, Johann Philipp Becker und Wilhelm Liebknecht zusammen mit diesen vom liberalen Kriegsminister Amand Goegg inhaftiert. Als die Revolutionsarmee sich nach mehreren verlorenen Schlachten nach Süden auf die Murglinie zurückziehen musste, ernannte Mieroslawski, der die Befreiung der erfahrenen Revolutionäre gegen die Regierung Brentano durchsetzte, am 29. Juni 1849 Tiedemann zum Gouverneur der Festung Rastatt.
Tiedemann lehnte eine Kapitulation vor den Preußen entschieden ab und wollte sogar zum Schluss die Festung eher sprengen, als sie den Preußen zu übergeben. Nach der Kapitulation der Festung am 23. Juli 1849 wurde Tiedemann als einer der ersten vor ein badisches Standgericht gestellt und am 11. August 1849 erschossen.